# Tour de Taiwan
O Tour de Taiwan (em chinês: 國際自由車環台賽) é uma carreira ciclista profissional por etapas taiwanesa.
A sua primeira edição disputou-se em 1994 ainda que não chegou tem se disputar anualmente com regularidade de forma profissional oficial até à criação dos Circuitos Continentais da UCI em 2005 que faz parte do UCI Asia Tour, dentro da categoria 2.2 (última categoria do profissionalismo). Em 2012 ascendeu à categoria 2.1.
Apesar da sua baixa categoria nenhum ciclista local, nem sequer da China, tem conseguido destacar na prova. Ademais, nenhum corredor tem conseguido repetir vitória.

## Palmarés

### Edições amador
| Ano       | Ganhador        | Segundo         | Terceiro        |
| --------- | --------------- | --------------- | --------------- |
| 1994      | Ralf Schmidt    | Andrey Mizourov | Stephen Drake   |
| 1995      | desconhecido    | desconhecido    | desconhecido    |
| 1996      | Não se disputou | Não se disputou | Não se disputou |
| 1997      | desconhecido    | desconhecido    | desconhecido    |
| 1998      | Não se disputou | Não se disputou | Não se disputou |
| 1999      | Brendon Vesty   | desconhecido    | desconhecido    |
| 2000-2001 | Não se disputou | Não se disputou | Não se disputou |
| 2002      | desconhecido    | desconhecido    | desconhecido    |

### Edições profissionais
| Ano                           | Vencedor           | Segundo            | Terceiro          |           |
| ----------------------------- | ------------------ | ------------------ | ----------------- | --------- |
| edições profissionais não UCI |                    |                    |                   |           |
| 2003                          | Ghader Mizbani     | Jürgen Kotulla     | Mikhail Andreyev  |           |
| 2004                          | Moritz Milatz      |                    |                   |           |
| edições profissionais UCI     |                    |                    |                   |           |
| 2005                          | Ahad Kazemi        | Ghader Mizbani     | Thomas Peterson   |           |
| 2006                          | Kirk O'Bee         | Stephen Gallagher  | Robert McLachlan  |           |
| 2007                          | Shawn Milne        | Robert McLachlan   | Yevgeniy Yakovlev |           |
| 2008                          | John Murphy        | Shawn Milne        | Takashi Miyazawa  |           |
| 2009                          | Krzysztof Jeżowski | Peter McDonald     | Roman Zhiyentayev |           |
| 2010                          | David McCann       | Phillip Gaimon     | William Clarke    |           |
| 2011                          | Markus Eibegger    | David McCann       | Junya Sano        |           |
| 2012                          | Rhys Pollock       | Wong Kam-po        | Dirk Müller       |           |
| 2013                          | Bernard Sulzberger | Tsgabu Grmay       | Kirill Pozdnyakov |           |
| 2014                          | Rémy Di Gregorio   | Ioannis Tamouridis | Marco Zanotti     |           |
| 2015                          | Samad Poor Seiedi  | Hossein Askari     | Rahim Ememi       |           |
| 2016                          | Robbie Hucker      | Francisco Mancebo  | Ben O'Connor      |           |
| 2017                          | Benjamín Prades    | Edwin Ávila        | Kevin De Jonghe   |           |
| 2018                          | Yukiya Arashiro    | Jonathan Clarke    | Jimmy Janssens    |           |
| 2019                          | Jonathan Clarke    | James Piccoli      | Etienne van Empel |           |
| 2020                          | Nicholas White     | Ryan Cavanagh      | Marcus Culey      |           |
| 2021                          | cancelado          | cancelado          | cancelado         | cancelado |
| 2022                          | Benjamin Dyball    | Sam Culverwell     | Marcos García     |           |
| 2023                          | Jeroen Meijers     | Jordi López        | Benjamín Prades   |           |
| 2024                          | Joseph Blackmore   | Yuma Koishi        | Carter Bettles    |           |
| 2025                          | Brady Gilmore      | Moritz Kretschy    | Jordi López       |           |

Nota: Na edição 2006 o ciclista Kirk O'Bee foi inicialmente o ganhador, mas em 2010 O'Bee foi suspenso de por vida e seus resultados obtidos entre 3/10/2005 e 29/7/2009 foram anulados.

## Palmarés por países
Apenas edições profissionais
| País           | Vitórias |
| -------------- | -------- |
| Austrália      | 4        |
| Irão           | 3        |
| Estados Unidos | 2        |
| Alemanha       | 1        |
| Polónia        | 1        |
| Irlanda        | 1        |
| Áustria        | 1        |
| França         | 1        |
| Espanha        | 1        |
| Japão          | 1        |